# LEGO City Undercover
LEGO City Undercover è videogioco di tipo open world sviluppato da TT Fusion, una divisione di Traveller's Tales. È stato distribuito in Europa dal 28 marzo 2013 per la console Wii U. Per il Nintendo 3DS il mese successivo è stato distribuito LEGO City Undercover: The Chase Begins, prequel del gioco e narra gli eventi successi due anni prima al protagonista.
Il videogame, inizialmente intitolato Lego City Stories, è stato annunciato il 7 giugno 2011 all'E3 2011, ed è stato presentato durante il successivo E3 del 2012.
Ad aprile 2017 è stata pubblicata una versione per Microsoft Windows (tramite Steam), Nintendo Switch, PlayStation 4 e Xbox One.
Il mondo di LEGO City è esplorabile in LEGO Dimensions dal 9 maggio 2017 acquistando il Fun Pack di LEGO City.

## Trama
A seguito degli eventi di LEGO City Undercover: The Chase Begins, l'agente di polizia Chase McCain torna a Lego City per arrestare Rex Fury, un malvivente catturato anni prima riuscito a fuggire di prigione, lasciando la città nella morsa del crimine. La centrale della polizia è ora sotto il comando del burbero Dunby, che aveva contribuito insieme a Chase nella cattura di Rex due anni prima. Tra i vari agenti, ci sono il novellino e pasticcione Frank Honey ed Ellie Philipps, che si occupa dell'ufficio equipaggiamenti e del magazzino delle prove. Per riuscire ad arrivare a Rex, Chase dovrà lavorare sotto copertura al servizio di due boss criminali, Chan Chuang e Vinnie Pappalardo. Potrà inoltre utilizzare vari travestimenti che gli consentiranno abilità uniche: poliziotto, ladro, minatore, astronauta, contadino e operaio edile.

## Modalità di gioco
Il giocatore controlla Chase a spasso per Lego City. È possibile guidare veicoli di tutti i tipi: auto, moto, barche, velivoli e anche alcuni animali. Lo scopo del gioco è di risolvere le missioni che vengono affidate al protagonista. Durante queste ultime, Chase deve affrontare nemici e risolvere enigmi combinando le varie abilità che gli derivano dai diversi travestimenti. Il Wii U GamePad interagisce in maniera completa con il gioco, e serve per ricevere chiamate dai vari personaggi, fare foto anche condivisibili su Miiverse, e scoprire alcuni oggetti ben nascosti. Una volta terminata la storia principale, il giocatore deve comunque risolvere varie missioni secondarie per completare il gioco al 100%. Sparsi per la città ci sono inoltre gettoni (che servono per acquistare nuovi costumi e nuovi veicoli) e mattoncini (attraverso cui è possibile creare le super costruzioni, come punti di chiamata, eliporti, case e così via).

## Travestimenti
Il giocatore può utilizzare 8 diversi travestimenti, di cui soltanto il cittadino disponibile dall'inizio. Per ogni categoria, è possibile sbloccare nuovi costumi procedendo nel gioco, risolvendo missioni secondarie, o inserendo appositi codici dalla sezione Extra del menù.
- Civile: Questo travestimento non dà nessuna abilità, ma i costumi utilizzabili sono moltissimi e alcuni rappresentano personaggi celebri, come il mostro di Frankenstein, la mummia, o il gorilla.
- Poliziotto: Il poliziotto può utilizzare la sua pistola rampino per aggrapparsi ad alcuni appigli, issarsi in luoghi altrimenti irraggiungibili e per tirare a sé degli oggetti. Può inoltre sfruttare le funzioni della sua ricetrasmittente per ascoltare dialoghi in luoghi lontani, per scoprire eventuali personaggi sospetti e per seguire alcune piste che conducono ad oggetti nascosti in luoghi chiusi o sottoterra.
- Ladro: Il ladro può scassinare le porte chiuse con il suo piede di porco e utilizzare lo stetoscopio per aprire le casseforti blindate. Procedendo nel gioco entrerà anche in possesso di una pistola spara colori, che gli servirà per modificare il funzionamento di alcuni interruttori. Ci sono vari colori utilizzabili nel gioco. (rosso, verde, blu, giallo, dorato, argento, viola e arancione).
- Minatore: Il minatore può utilizzare il suo piccone per abbattere le rocce che non si distruggono con i normali pugni. È l'unico personaggio che può raccogliere la dinamite, utile per far saltare in aria oggetti e costruzioni argentate, altrimenti indistruttibili.
- Astronauta: L'astronauta può utilizzare i teletrasporti e attraverso la ricetrasmittente può aprire alcune scatole, chiamate scatole spaziali, contenenti delle antenne che teletrasportano oggetti nascosti o alieni che una volta visti si dovranno arrestare per sbloccare un obiettivo. Verso la fine del gioco potrà anche utilizzare un jetpack per effettuare dei brevi voli.
- Contadino: Il contadino può annaffiare i vasi, rivelando delle piante rampicanti o dei fiori su cui può arrampicarsi per raggiungere luoghi altrimenti inaccessibili. Può inoltre utilizzare una gallina per planare dall'alto verso il basso, e può recuperare i maiali (cavalcabili da ogni personaggio) e rispedirli alla fattoria.
- Pompiere: Il pompiere ha come arma un estintore attraverso cui può spegnere gli incendi. Può anche aprire le porte bloccate dalle assi di legno, e può salvare i gatti che si sono avventurati in zone troppo alte e non riescono più a scendere.
- Operaio Edile: L'operaio edile è dotato di un martello pneumatico con cui può trapanare il terreno per rivelare delle fuoriuscite d'acqua dalle tubature, e utilizzarle per raggiungere luoghi più alti. Inoltre può aggiustare i problemi elettrici, interagendo con la scatola da cui si diffonde l'elettricità. Possiede anche una tazza per fare le pause caffè.

## Accoglienza

### Risposta della critica
La versione Wii U del gioco ha ricevuto un punteggio di 80/100 sul sito web aggregatore di recensioni Metacritic, indicando "recensioni generalmente favorevoli". Quando sono state ripubblicate su altre console e PC, tutte le nuove versioni hanno ricevuto un punteggio compreso tra 77 e 80 sul sito.

### Versione Wii U
Molti critici paragonano positivamente il gioco e le sue meccaniche a quelle della serie Grand Theft Auto, anche se in un modo più giocoso e adatto alle famiglie. Un altro aspetto positivo comune è stato l'uso di riferimenti alla cultura popolare che hanno anche contribuito ad ampliare l'attrattiva a un pubblico più vasto, inclusi riferimenti a Le ali della libertà, Quei bravi ragazzi e il franchise di Mario, tra gli altri.
Il gameplay generalmente ha ricevuto opinioni contrastanti. Molti critici hanno trovato la meccanica di combattimento poco brillante, ma ne hanno apprezzato positivamente l'arguzia fisica. I critici hanno apprezzato l'implicazione dei travestimenti come meccanica di gioco, con George che ha notato come aiutasse a dare varietà alla formula ripetitiva della serie Lego, ma alcuni hanno accolto negativamente il modo in cui il gioco spesso richiedeva un costante scambio tra loro con varianza minima. Carsillo ha definito il Wii U GamePad e il suo utilizzo nel gioco "un piccolo e ingegnoso espediente di trama", e Cork ha ammesso di "cascarsi completamente dell'espediente"
Ray Carsillo di Electronic Gaming Monthly considerava positivo il tema originale del gioco, poiché si distingueva dagli altri giochi Lego e aveva il potenziale per un appeal diffuso, e il revisore di Eurogamer Tom Bramwell credeva che ciò fosse stato realizzato in modo efficace. Anche Kevin VanOrd di GameSpot ha notato positivamente come l'umorismo del gioco si estenda oltre i riferimenti ad altri media, inclusa la sua sfilza di gag scritte e visive.
James Sterling di Destructoid considerava l'ambiente dinamico, cosa che molti altri critici consideravano il motivo per cui l'overworld era divertente da esplorare e guidare continuamente. Jeff Cork, scrivendo per Game Informer, ha apprezzato il livello di dettaglio dell'ambiente e ha trovato piacevole guidarlo senza un obiettivo. Il revisore di 4Players Mathias Oertel ha citato la costruzione del mondo come un motivo che ha reso Lego City Undercover "irresistibile".

## Prequel
LEGO City Undercover: The Chase Begins, è un videogioco per Nintendo 3DS che racconta la storia di come Chase è riuscito ad arrestare Rex Fury due anni prima della storia principale. In Europa è uscito il 26 aprile 2013.

## Doppiaggio italiano
| Personaggio       | Doppiatore italiano |
| ----------------- | ------------------- |
| Chase McCain      | Lorenzo Scattorin   |
| Rex Fury          | Riccardo Lombardo   |
| Frank Honey       | Paolo De Santis     |
| Marion Dunby      | Riccardo Rovatti    |
| Sindaco Gleeson   | Alessandra Karpoff  |
| Forrest Blackwell | Cesare Rasini       |
| Natalia Kowalsi   | Dania Cericola      |
| Henrik Kowalski   | Giorgio Bonino      |
| Duke Huckleberry  | Marco Balzarotti    |
| Chan Chuang       | Marco Della Noce    |
| Moe De Luca       | Rocco Ciarmoli      |
| Vinnie Pappalardo | Mario Zucca         |
| Clutch            | Max Cavallari       |
| Studski           | Bruno Arena         |
| Jethro Hayes      | Oliviero Corbetta   |

- Altre voci: Marco Balzarotti, Giovanni Battezzato, Giorgio Bonino, Gianmarco Ceconi, Oliviero Corbetta, Daniele Demma, Paolo De Santis, Tony Fuochi, Gianluca Iacono, Riccardo Peroni, Cesare Rasini, Riccardo Rovatti, Pietro Ubaldi, Mario Zucca.